# Image mentale

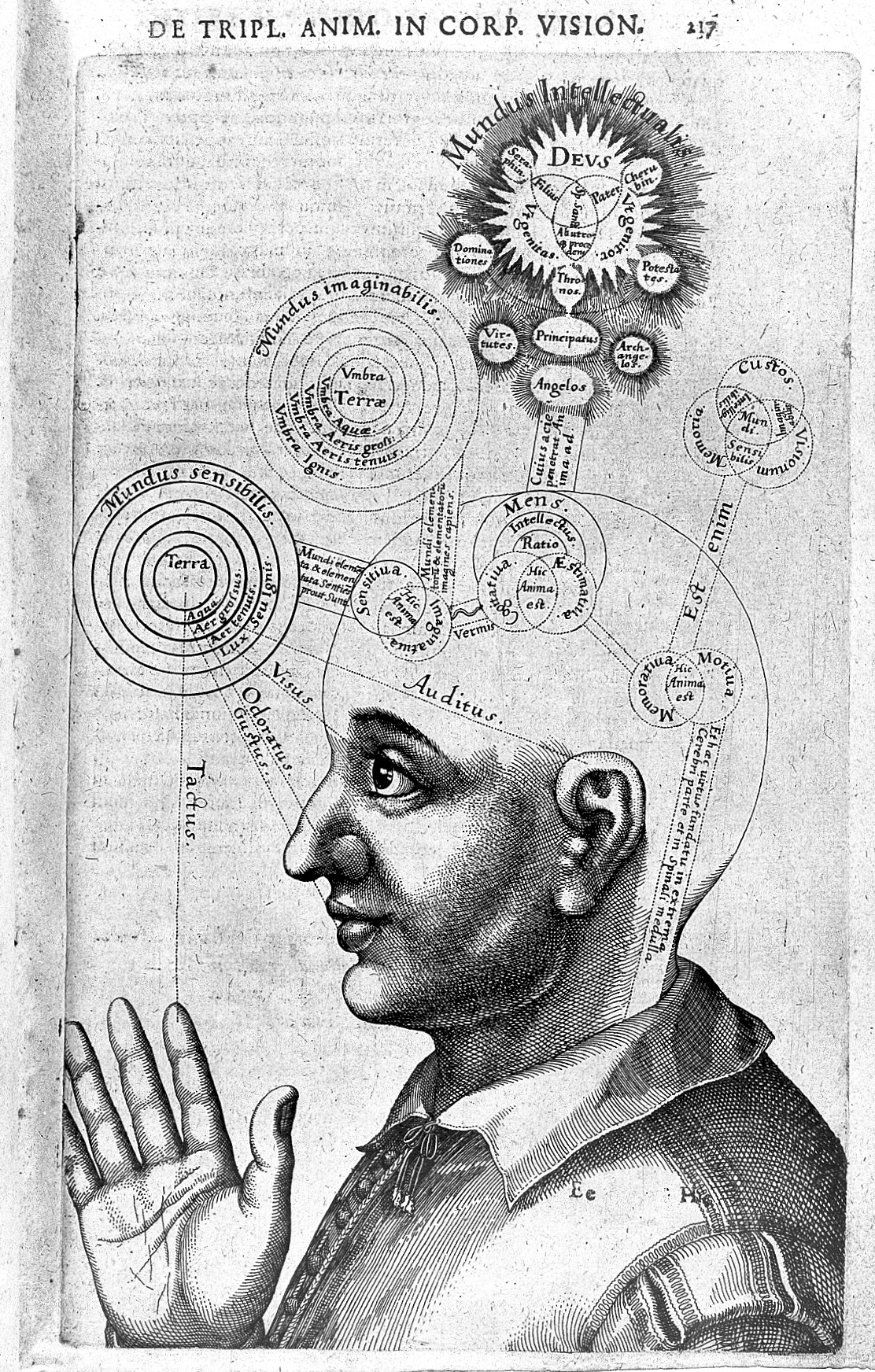
Gravure d'une idée mentale.

Le terme image mentale est utilisé en philosophie, dans le domaine de la communication et en psychologie cognitive pour décrire la représentation cérébrale mémorisée ou imaginée d'un objet physique, d'un concept, d'une idée, ou d'une situation. La capacité (supposée particulièrement développée des êtres humains) à former, mémoriser et utiliser des images mentales, éventuellement à forte charge symbolique, pour appréhender l'environnement et communiquer avec les autres, serait intimement liée à l'intelligence. Les biologistes et anthropologues sont partagés sur ce type de capacité chez les autres espèces.
Ce débat, présent en biologie, est généralement ignoré dans les autres domaines qui tendent à se concentrer sur la connaissance humaine[réf. souhaitée]. Pourtant, l'intelligence adaptative, qu'elle soit humaine ou animale, semble être fortement liée à la capacité à stocker, traiter et faire évoluer un capital d'images et de représentations mentales,.
Certaines personnes ne sont pas capables d'avoir volontairement des images mentales ; elles sont dites aphantasiques.

## Naissance et évolution des images mentales
Durant toute notre vie, nos expériences vécues font naître une multitude d'éléments de représentation mentale qui viennent construire dans notre esprit des images nouvelles, ou modifier, enrichir des images existantes. Un réseau d'images est ainsi maintenu, chacune d'entre elles pouvant faire appel à d'autres. Certains enchaînements privilégiés forment de véritables méta-images dynamiques, à l'instar des chemins neuronaux à la base du fonctionnement cérébral de plus bas niveau.
Trois types d'expériences participent à ce processus :
1. les perceptions par l'un ou plusieurs de nos cinq sens, en particulier la vue qui constitue le plus puissant, mais pas le seul, générateur d'images mentales. Certaines de ces perceptions et sensations sont subies, d'autres recherchées,
2. l'imagination et la réflexion, sur lesquelles nous avons une certaine emprise,
3. le rêve, les visions éveillées et hallucinations qui échappent à notre contrôle conscient et font émerger spontanément des images inédites.

Dans chacun de ces cas, le cerveau manipule des représentations mentales, les évalue, les compare, les associe, les combine, avec ou sans stimuli externes. Dans son fonctionnement normal (vs. pathologique), le cerveau cherche à maintenir un stock d'images qui lui permet de trouver des solutions efficaces aux situations présentes et anticipées. Ainsi, les stratégies cognitives, plus ou moins conscientes, privilégient l'évolution de nos représentations vers ce que nous croyons être la réalité et, dans les domaines artistiques et de l'imaginaire, les images sources de plaisir et de satisfaction, souvent volontairement dissociées de la réalité. Dans une boucle incessante, ces images, ainsi que leurs séquences, sont évaluées en fonction de leur efficacité à réaliser nos besoins et objectifs de toute nature, puis modifiées en conséquence. La psychologie cognitive s'intéresse aux opérations que peuvent subir les images mentales.
Certaines personnes ne sont pas capables d'avoir des images mentales, elles sont dites aphantasiques (Dance et al., 2021).

## Netteté, vivacité des images mentales
La netteté d'une image mentale (objet, visage, animal, paysage...) varie d'un individu à l'autre. On parle aussi de vivacité de l'image mentale (notion définie par Marks en 1973 comme « la clarté et la netteté des images mentales suscitées chez l'individu, de façon similaire à une perception réelle ». Selon une revue de la littérature publiée par Clara Bled et Lucie Bouvet en 2023 sur le thème de la pensée visuelle et de l'imagerie mentale dans l'autisme, citant (page 6) Dijkstra et al. (2017):
- la force (vivacité) d'une image mentale est « positivement corrélée au degré de chevauchement neuronal avec la perception visuelle » (autrement dit : plus l'imagerie mentale visuelle et la perception se recoupent, plus la vivacité de l'imagerie mentale sera importante)[8] ;
- « la force et la richesse subjectives d'une image mentalement visualisée dépendent du degré de similarité des structures représentationnelles »[8] ;
- « les modèles récents de génération d'images visuelles mettent donc en évidence un réseau étendu de zones cérébrales partagées avec la perception visuelle, y compris des zones impliquées dans les fonctions visuelles, attentionnelles et exécutives, notamment les cortex occipital, pariétal et frontal »[8].

Chez certains, les images mentales sont presque aussi vivaces dans l'esprit que celles directement issues de la perception du monde réel (phénomène par exemple décrit par Temple Grandin. À l'opposé, d'autres personnes ont des images mentales très floue et ténues, voire congénitalement inexistantes (et alors pour toute leur vie) ; on parle alors d'aphantasie.
Par ailleurs, des études basées sur des questionnaires au sein d'échantillons de populations chez des aphantasiques, autistes ou neurotypique ont montré que le degré de vivacité des images mentales est souvent corrélée au degré de sensibilité ou d'hyper-sensibilité sensorielle, comme l'ont montré Dance, Ward, et al. en 2021, un lien ensuite confirmé par des tests comportementaux évaluant la réactivité sensorielle (ex : pattern glare task) chez des personnes aphantasiques.

## Approches philosophiques
Le concept d'images mentales intéresse la philosophie classique et moderne, car indissociable de l'étude de la connaissance. Dans son livre VII de la République, Platon utilise la métaphore bien connue de prisonniers dans une caverne, enchaînés et immobilisés, qui tournent le dos à l'entrée et ne voient sur le mur qui leur font face que leurs ombres et celles projetées d'hommes et d'objets se déplaçant ou placés loin derrière eux. Cette métaphore expose en termes imagés le difficile cheminement des hommes vers la connaissance de la réalité réduite dans l'esprit des êtres humains à des représentations construites à partir d'images simplifiées et déformées perçues par nos sens (C.f. Allégorie de la caverne). Platon évoque également la non moins difficile transmission des connaissances qui se heurte à l'aveuglement et à la laborieuse confrontation des représentations mentales issues d'expériences différentes.
Au XVIIIe siècle, George Berkeley a développé des idées semblables dans sa théorie de l'idéalisme. Selon lui, la réalité n'existe qu'au travers nos images mentales, celles-ci n'étant pas des représentations de réalité matérielle, mais la réalité elle-même. Cependant, Berkeley, a clairement distingué les images relatives à la connaissance du monde extérieur, des images issues de l'imagination individuelle, ces dernières ne faisant d'après lui pas partie de l'« imagerie mentale » au sens contemporain de cette expression,.
Toujours au XVIIIe siècle, l'écrivain britannique et docteur Samuel Johnson à qui, au cours d'une promenade en Écosse, on demanda son avis sur l'idéalisme, fit la réponse suivante : « voyez comme je le réfute ! » tout en donnant un coup de pied contre un rocher, assez violent pour faire rebondir sa jambe ; une façon pour lui de montrer que faire tenir l'existence du rocher à une pure image mentale, dépourvue de support matériel à proprement parler, serait une bien piètre explication pour la douleur qu'il venait d'éprouver[réf. nécessaire].
Les tenants du réalisme scientifique se demandent comment se produit réellement la perception intérieure des images mentales. On s'est autrefois parfois référé à l'« hypothèse de l'homoncule » ou « à l'œil de l'esprit ». Ce problème reviendrait à se demander sous quelles formes les images affichées par un écran d'ordinateur existent dans la mémoire de ce dernier[réf. souhaitée].
Selon les tenants du matérialisme scientifique, les images mentales et leur perception ne peuvent être issues que d'états mentaux. Selon ces philosophes, les réalistes scientifiques ne peuvent pas trouver la localisation des images et de leurs percepteurs dans le cerveau. Ces critiques[Qui ?] avancent[Quand ?] que les neurosciences n'ont pas réussi à identifier dans le cerveau de composants, processus ou mémoire qui traiteraient et stockeraient des images de la même façon que le font, dans un ordinateur, une carte graphique et sa mémoire[réf. souhaitée].

## Utilisation dans l'apprentissage
Les théoriciens de l'éducation considèrent généralement qu'il existe des « styles d'apprentissage », largement déterminés par des capacités de représentation et de mémorisation qui privilégient, selon les cas, et selon les personnes, des caractéristiques visuelles, auditives, ou kinesthésique (se rapportant au sens ou aux sensations du mouvement ou de la posture corporellel d'une expérience. L'acquisition optimale des connaissances serait donc facilitée par la mise en œuvre simultanée de plusieurs domaines sensoriels (visuels, auditifs, ou kinesthésiques). Les méthodes d'enseignement mettant en œuvre la parole, des gestes et l'affichage/animation de représentations graphiques et textuelles répondent à ce besoin.
L'utilisation d'images mentales (susceptibles d'exister sans perception sensorielle ni action physique) contribue au raisonnement et à l'apprentissage. Ainsi, répéter un exercice de piano, sans piano (en visualisant mentalement le clavier) améliore l'exécution ultérieure (bien que moins efficacement que la pratique physique). Selon les auteurs d'une étude (1995) associée à cette expérience, « la seule pratique mentale semble être suffisante pour favoriser la modulation des circuits neuronaux impliqués dans les premières phases d'acquisition des automatismes moteurs »,.

## En psychologie expérimentale
Les psychologues cognitifs et, plus tard, les neurologues ont étudié empiriquement comment le cerveau humain utilise l'image mentale dans la construction et la mobilisation des connaissances.
Une métaphore des années 1970 tentait de rapprocher le fonctionnement du cerveau de celui de l'ordinateur en tant que processeur séquentiel de l'information. Le psychologue Zenon Pylyshyn présentait ainsi la cognition comme une forme de calcul et soutenait que le contenu sémantique des états mentaux était codé comme celui des représentations d'ordinateur - État d'un réseau formé par l'ensemble des états des neurones et interconnexions y participant. Pylyshyn a développé une théorie selon laquelle l'esprit humain traite des images mentales en les décomposant en propositions mathématique fondamentale.
Roger Shepard et Jacqueline Metzler (1971) se sont opposés à cette affirmation en présentant à des personnes une figure composée de lignes représentant un objet en trois dimensions et en leur demandant de déterminer si d'autres figures étaient la représentation du même objet après rotation dans l'espace. Shepard et Metzler ont supposé que si nous décomposions, puis recomposions mentalement les objets en propositions mathématiques de base - comme le suggérait la pensée dominante de l'époque par analogie au traitement d'un ordinateur - le temps pour déterminer si l'objet était identique ou pas aurait alors été indépendant du degré de rotation de l'objet. Or, cette expérience montrait, au contraire, que ce temps était proportionnel au degré de rotation qu'avait subi l'objet sur la figure. Shepard et Metzler en ont conclu que le cerveau humain maintient et manipule les images mentales en tant qu'entités topographiques et topologiques globales.
En 1995, l'imagerie cérébrale (par tomographie par émission de positons ou TEP) confirme que le cortex visuel primaire est localement activé chez les sujets fermant les yeux pour visualiser mentalement des objets, et plus l'objet imaginé est grand, plus l'activité cérébrale change de place, ce qui correspond à l'organisation interne du cerveau. L'imagination visuelle est un processus qui est effectivement basé sur des images mentales, ,mais on se demande encore si imaginer une image active le cortex visuel précoce (principalement responsable du traitement initial des stimuli visuels), et si élaborer une image mentale implique des représentations « représentatives », et pas uniquement des descriptions semblables à celles faites par les mots.
On remarque que les informations visuelles stockées peuvent affecter le traitement même dans les zones visuelles les plus anciennes, ce qui suggère que la connaissance peut fondamentalement biaiser ce que l’on voit.
Parsons (2003) observe que le cerveau est plus lent à orienter mentalement des représentations de membres tels que des mains dans des directions incompatibles avec la rotation des articulations du corps humain, et que les patients dont un bras est blessé et douloureux sont plus lents à tourner mentalement un dessin de la main du côté du bras blessé (Schwoebel 2001). Des psychologues comme Stephen Kosslyn,, expliquent ce phénomène par une interférence entre les zones du cerveau traitant les représentations visuelles et celles qui gèrent les représentations motrices. Kosslyn (1995 & 1994) conforte cette hypothèse, dans une série d'imageries cérébrales, en montrant où des objets tels que la lettre « F » sont maintenus et manipulés, en tant qu'images globales, dans le cortex visuel.
Les sciences cognitives ont abouti à un relatif consensus sur le statut neural des images mentales. La plupart des chercheurs en psychologie et neurologie conviennent qu'il n'y a aucun homoncule (un système central qui gouvernerait l'ensemble ou une partie du cerveau) ni processus qui structurait la vision des images mentales. La façon dont ces images sont stockées et traitées, en particulier en lien avec le langage, la communication et en relation avec notre environnement physique, demeure un domaine d'étude fertile (Rohrer 2006), à la croisée de plusieurs domaines : psychologie, neuroscience, philosophie,.

## En préparation mentale sportive
En préparation mentale, l'imagerie mentale est utilisée pour améliorer la confiance en soi en aidant à visualiser les images de succès passés et de résultats obtenus lors de rencontres particulièrement réussies (différent de la répétition mentale). La technique d'imagerie commence par un état de détente (respirations, relaxation…), puis par la visualisation du déroulement d'actions de réussites sélectionnées pour leur caractère stimulant et leur capacité à ancrer un comportement gagnant[réf. souhaitée].
Un inconvénient à cette technique est qu'en général, plus la confiance est forte et intense, plus elle risquerait de provoquer un désarroi en cas d'échec ; cette technique devrait donc n'être utilisée que quand le doute s'installe chez l'athlète[réf. souhaitée].